# Gutjina
Gutjina é uma vila e comuna rural da circunscrição de Cutiala, na região de Sicasso ao sul do Mali. Segundo censo de 1998, havia 7 817 residentes, enquanto segundo o de 2009, havia 18 667. A comuna inclui 8 vilas.